# Serie A2 2020-2021 (calcio a 5 femminile)
La Serie A2 2020-2021 è stata la 6ª edizione del campionato nazionale di calcio a 5 di secondo livello e la 4ª assoluta della categoria. La stagione regolare inizierà il 18 ottobre 2020 e si doveva concludere il 25 aprile 2021, prolungandosi fino al 13 giugno con la disputa dei play-off.

## Regolamento
Preso atto della rinuncia di 21 squadre il Consiglio Direttivo della Divisione Calcio a 5 ha provveduto al ripescaggio di 9 società e definito l’organico per la stagione sportiva 2020-2021 in 49 società. Al termine della stagione, saranno promosse in Serie A le vincenti dei quattro gironi. Un'ulteriore società verrà promossa tramite i play-off, a cui prenderanno parte le 16 società classificatesi tra il secondo e il quinto posto in ogni girone. Per ogni girone le società giunte all'ultimo e al penultimo posto si affronteranno nei play-out per determinare le quattro retrocessioni nei campionati regionali, a meno che tra le due squadre non vi siano 8 o più punti: in tal caso retrocederà direttamente la società giunta in ultima posizione.

## Girone A

### Classifica
|  | Pos. | Squadra         | Pt | G  | V  | N | P  | GF | GS | DR  |
|  | ---- | --------------- | -- | -- | -- | - | -- | -- | -- | --- |
|  | 1.   | Audace Verona   | 49 | 20 | 15 | 4 | 1  | 83 | 37 | +46 |
|  | 2.   | Padova          | 46 | 20 | 14 | 4 | 2  | 90 | 48 | +42 |
|  | 3.   | Duomo Chieri    | 43 | 20 | 13 | 4 | 3  | 84 | 48 | +36 |
|  | 4.   | Pero            | 36 | 20 | 11 | 3 | 6  | 60 | 48 | +12 |
|  | 5.   | V.I.P.          | 30 | 20 | 9  | 3 | 8  | 53 | 48 | +5  |
|  | 6.   | Jasnagora       | 28 | 20 | 8  | 4 | 8  | 41 | 48 | -7  |
|  | 7.   | CUS Cagliari    | 18 | 20 | 5  | 3 | 12 | 47 | 63 | -16 |
|  | 8.   | Città di Thiene | 17 | 20 | 4  | 6 | 10 | 39 | 54 | -15 |
|  | 9.   | Top Five        | 16 | 20 | 5  | 1 | 14 | 56 | 93 | -37 |
|  | 10.  | Mediterranea    | 13 | 20 | 3  | 4 | 13 | 34 | 60 | -26 |
|  | 11.  | Cometa          | 12 | 20 | 2  | 6 | 12 | 44 | 84 | -40 |
|  | −    | Breganze        | −  | −  | −  | − | −  | −  | −  | −   |

### Verdetti
- Audace Verona e, dopo i play-off, Padova promosse in Serie A 2021-22.
- Cometa retrocessa nei campionati regionali della Lombardia.
- Breganze rinuncia alla partecipazione del campionato a stagione in corso (10ª giornata). Le gare disputate dalla società non sono considerate valida ai fini della classifica. Nelle rimanenti partite, le società che avrebbero dovuto incontrare il Breganze osservano un turno di riposo[6].

## Girone B

### Classifica
|  | Pos. | Squadra              | Pt | G  | V  | N | P  | GF  | GS  | DR  |
|  | ---- | -------------------- | -- | -- | -- | - | -- | --- | --- | --- |
|  | 1.   | Tikitaka Francavilla | 54 | 22 | 17 | 3 | 2  | 111 | 45  | +66 |
|  | 2.   | Virtus Romagna       | 49 | 22 | 15 | 4 | 3  | 80  | 44  | +36 |
|  | 3.   | Firenze              | 45 | 22 | 14 | 3 | 5  | 71  | 54  | +17 |
|  | 4.   | Atletico Chiaravalle | 41 | 22 | 12 | 5 | 5  | 72  | 46  | +26 |
|  | 5.   | Perugia              | 35 | 22 | 10 | 5 | 7  | 56  | 50  | +6  |
|  | 6.   | San Giovanni         | 35 | 22 | 11 | 2 | 9  | 72  | 77  | -5  |
|  | 7.   | Polisportiva 1980    | 31 | 22 | 10 | 1 | 11 | 65  | 82  | -17 |
|  | 8.   | Florida              | 26 | 22 | 8  | 2 | 12 | 64  | 60  | +4  |
|  | 9.   | Atletico Foligno     | 21 | 22 | 6  | 3 | 13 | 50  | 63  | -13 |
|  | 10.  | Sabina Lazio         | 19 | 22 | 5  | 4 | 13 | 51  | 77  | -26 |
|  | 11.  | Sassoleone           | 14 | 22 | 4  | 3 | 15 | 48  | 84  | -36 |
|  | 12.  | Orione               | 6  | 22 | 1  | 3 | 18 | 44  | 102 | -58 |

### Verdetti
- Tikitaka Francavilla promossa in Serie A 2021-22.
- Orione retrocesso nei campionati regionali dell'Abruzzo.

## Girone C

### Classifica
|  | Pos. | Squadra           | Pt | G  | V  | N | P  | GF  | GS  | DR   |
|  | ---- | ----------------- | -- | -- | -- | - | -- | --- | --- | ---- |
|  | 1.   | Best Sport        | 58 | 22 | 19 | 1 | 2  | 122 | 49  | +73  |
|  | 2.   | Vis Fondi         | 58 | 22 | 19 | 1 | 2  | 133 | 46  | +87  |
|  | 3.   | Osilo             | 50 | 22 | 16 | 2 | 4  | 120 | 55  | +65  |
|  | 4.   | Progetto Futsal   | 41 | 22 | 13 | 2 | 7  | 70  | 63  | +7   |
|  | 5.   | Virtus Ciampino   | 39 | 22 | 12 | 3 | 7  | 80  | 50  | +30  |
|  | 6.   | Coppa d'Oro       | 28 | 22 | 8  | 4 | 10 | 68  | 77  | -9   |
|  | 7.   | Arzachena         | 25 | 22 | 8  | 1 | 13 | 79  | 84  | -5   |
|  | 8.   | Frosinone         | 25 | 22 | 7  | 5 | 10 | 59  | 75  | -16  |
|  | 9.   | BRC Balduina      | 19 | 22 | 5  | 4 | 13 | 57  | 72  | -15  |
|  | 10.  | Santu Predu       | 19 | 22 | 5  | 5 | 12 | 51  | 83  | -32  |
|  | 11.  | FB5 Roma          | 10 | 22 | 3  | 1 | 18 | 26  | 111 | -85  |
|  | 12.  | Spartak S. Nicola | 7  | 22 | 2  | 1 | 19 | 46  | 146 | -100 |

### Verdetti
- Best Sport non iscritto al campionato di Serie A 2021-22. Osilo ripescato in Serie A 2021-22.
- Spartak S. Nicola retrocesso nel campionato regionale della Campania dopo i playout.

## Girone D

### Classifica
|                               | Pos. | Squadra            | Pt | G  | V  | N | P  | GF  | GS  | DR   |
| ----------------------------- | ---- | ------------------ | -- | -- | -- | - | -- | --- | --- | ---- |
| Vincitrice della Coppa Italia | 1.   | Bitonto            | 67 | 24 | 22 | 1 | 1  | 183 | 22  | +161 |
|                               | 2.   | Molfetta           | 64 | 24 | 21 | 1 | 2  | 139 | 35  | +104 |
|                               | 3.   | Royal Team Lamezia | 52 | 24 | 16 | 4 | 4  | 152 | 60  | +92  |
|                               | 4.   | Irpinia            | 43 | 24 | 13 | 4 | 7  | 103 | 54  | +49  |
|                               | 5.   | Rionero            | 42 | 24 | 13 | 3 | 8  | 87  | 80  | +7   |
|                               | 6.   | Città di Taranto   | 40 | 24 | 11 | 7 | 6  | 125 | 79  | +46  |
|                               | 7.   | New Cap 74         | 39 | 24 | 12 | 3 | 9  | 94  | 61  | +33  |
|                               | 8.   | CUS Cosenza        | 28 | 24 | 9  | 1 | 14 | 101 | 112 | -11  |
|                               | 9.   | WFC San Marzano    | 24 | 24 | 8  | 0 | 16 | 73  | 112 | -39  |
|                               | 10.  | Salernitana        | 24 | 24 | 6  | 6 | 12 | 73  | 100 | -27  |
|                               | 11.  | Team Scaletta      | 22 | 24 | 6  | 4 | 14 | 56  | 95  | -39  |
|                               | 12.  | Sangiovannese      | 3  | 24 | 1  | 0 | 23 | 41  | 185 | -144 |
|                               | 13.  | Napoli             | 3  | 24 | 1  | 0 | 23 | 36  | 268 | -232 |

### Verdetti
- Bitonto promosso in Serie A 2021-22.
- Napoli retrocesso nel campionato regionale della Campania dopo i playout.

## Play-off
Per decretare la quinta società promossa si sarebbe proceduto allo svolgimento dei play-off. Ai play-off saranno qualificate tutte le squadre giunte dalla seconda alla quinta posizione di ciascun girone. I play-off si articoleranno in quattro turni a eliminazione diretta, i primi due organizzati in gara unica, mentre le semifinali e la finale saranno giocate con la formula dell'andata e ritorno. I primi due turni si svolgeranno in casa della società meglio classificata in stagione regolare. In caso di parità al termine degli incontri dei primi due turni si giocheranno due tempi supplementari. In caso di ulteriore parità al termine dei supplementari sarà dichiarata vincitrice la squadra meglio classificata in stagione regolare (coincidente con la squadra di casa). Nel terzo e nel quarto turno l'ordine delle sfide sarà decretato per sorteggio e in caso di parità nel numero cumulativo di gol si svolgeranno due tempi supplementari ed eventualmente i tiri di rigore.

### Tabellone
|  | Ottavi di finale         | Ottavi di finale         | Ottavi di finale |  |  | Quarti di finale   | Quarti di finale   | Quarti di finale |           |   | Semifinali | Semifinali | Semifinali | Semifinali | Semifinali |   |   | Finale | Finale | Finale | Finale | Finale |  |
|  |                          |                          |                  |  |  |                    |                    |                  |           |   |            |            |            |            |            |   |   |        |        |        |        |        |  |
|  | Molfetta                 | Molfetta                 | 2                |  |  |                    |                    |                  |           |   |            |            |            |            |            |   |   |        |        |        |        |        |  |
|  | Rionero                  | Rionero                  | 0                |  |  | Molfetta (dts)     | Molfetta (dts)     | 3                |           |   |            |            |            |            |            |   |   |        |        |        |        |        |  |
|  | Royal Team Lamezia (dts) | Royal Team Lamezia (dts) | 3                |  |  | Royal Team Lamezia | Royal Team Lamezia | 0                |           |   |            |            |            |            |            |   |   |        |        |        |        |        |  |
|  | Irpinia                  | Irpinia                  | 2                |  |  |                    |                    |                  |           |   | Molfetta   | Molfetta   | 4          | 3          | 7          |   |   |        |        |        |        |        |  |
|  | Vis Fondi (dts)          | Vis Fondi (dts)          | 4                |  |  |                    |                    | Vis Fondi        | Vis Fondi | 2 | 3          | 5          |            |            |            |   |   |        |        |        |        |        |  |
|  | Virtus Ciampino          | Virtus Ciampino          | 3                |  |  | Vis Fondi (dts)    | Vis Fondi (dts)    | 4                |           |   |            |            |            |            |            |   |   |        |        |        |        |        |  |
|  | Osilo                    | Osilo                    | 4                |  |  | Osilo              | Osilo              | 2                |           |   |            |            |            |            |            |   |   |        |        |        |        |        |  |
|  | Progetto Futsal          | Progetto Futsal          | 2                |  |  |                    |                    |                  |           |   | Molfetta   | Molfetta   | 1          | 2          | 3          |   |   |        |        |        |        |        |  |
|  | Padova                   | Padova                   | 3                |  |  |                    |                    |                  |           |   |            |            | Padova     | Padova     | 1          | 4 | 5 |        |        |        |        |        |  |
|  | V.I.P.                   | V.I.P.                   | 1                |  |  | Padova             | Padova             | 4                |           |   |            |            |            |            |            |   |   |        |        |        |        |        |  |
|  | Duomo Chieri             | Duomo Chieri             | 5                |  |  | Pero               | Pero               | 0                |           |   |            |            |            |            |            |   |   |        |        |        |        |        |  |
|  | Pero                     | Pero                     | 6                |  |  |                    |                    |                  |           |   | Padova     | Padova     | 3          | 6          | 9          |   |   |        |        |        |        |        |  |
|  | Firenze                  | Firenze                  | 4                |  |  |                    |                    | Firenze          | Firenze   | 1 | 3          | 4          |            |            |            |   |   |        |        |        |        |        |  |
|  | Atletico Chiaravalle     | Atletico Chiaravalle     | 1                |  |  | Firenze            | Firenze            | 2                |           |   |            |            |            |            |            |   |   |        |        |        |        |        |  |
|  | Virtus Romagna           | Virtus Romagna           | 2                |  |  | Perugia            | Perugia            | 1                |           |   |            |            |            |            |            |   |   |        |        |        |        |        |  |
|  | Perugia                  | Perugia                  | 3                |  |  |                    |                    |                  |           |   |            |            |            |            |            |   |   |        |        |        |        |        |  |

### Primo turno
Gli incontri del I turno si sono disputati il 9 maggio in casa della squadra meglio classificata al termine della stagione regolare, eccezion fatta per Duomo Chieri-Pero, che si è disputata il 12 maggio. In caso di parità al termine delle gare si sono svolti due tempi supplementari di 5 minuti. In caso di ulteriore parità sarebbe stata decretata vincente la squadra meglio classificata al termine della stagione regolare (coincidente con la squadra di casa).
| Squadra 1          | Risultato   | Squadra 2            |
| ------------------ | ----------- | -------------------- |
| Padova             | 3 - 1       | V.I.P.               |
| Duomo Chieri       | 5 - 6       | Pero                 |
| Virtus Romagna     | 2 - 3       | Perugia              |
| Firenze            | 4 - 1       | Atletico Chiaravalle |
| Vis Fondi          | 4 - 3 (dts) | Virtus Ciampino      |
| Osilo              | 4 - 2       | Progetto Futsal      |
| Molfetta           | 2 - 0       | Rionero              |
| Royal Team Lamezia | 3 - 2 (dts) | Irpinia              |

### Secondo turno
Gli incontri del II turno si disputeranno il 16 maggio (a eccezione di Vis Fondi-Osilo, disputata il 15 maggio) in casa della squadra meglio classificata al termine della stagione regolare. In caso di parità al termine delle gare si svolgeranno due tempi supplementari di 5 minuti. In caso di ulteriore parità sarà decretata vincente la squadra meglio classificata al termine della stagione regolare (coincidente con la squadra di casa).
| Squadra 1 | Risultato   | Squadra 2          |
| --------- | ----------- | ------------------ |
| Padova    | 4 - 0       | Pero               |
| Firenze   | 2 - 1       | Perugia            |
| Vis Fondi | 4 - 2 (dts) | Osilo              |
| Molfetta  | 3 - 0 (dts) | Royal Team Lamezia |

### Terzo turno
Gli incontri del III turno si disputeranno il 23 maggio e il 30 maggio. L'ordine delle sfide sarà determinato tramite sorteggio. In caso di parità nel numero complessivo di reti al termine delle gare di ritorno si svolgeranno due tempi supplementari di 5 minuti. In caso di ulteriore parità si svolgeranno i tiri di rigore.
| Squadra 1 | Totale | Squadra 2 | Andata | Ritorno |
| --------- | ------ | --------- | ------ | ------- |
| Padova    | 9 - 4  | Firenze   | 3 - 1  | 6 - 3   |
| Molfetta  | 7 - 5  | Vis Fondi | 4 - 2  | 3 - 3   |

### Quarto turno
Gli incontri del IV turno si disputeranno il 6 e il 13 giugno. L'ordine delle sfide sarà determinato tramite sorteggio. In caso di parità nel numero complessivo di reti al termine delle gare di ritorno si svolgeranno due tempi supplementari di 5 minuti. In caso di ulteriore parità si svolgeranno i tiri di rigore.
| Squadra 1 | Totale | Squadra 2 | Andata | Ritorno |
| --------- | ------ | --------- | ------ | ------- |
| Molfetta  | 3 - 5  | Padova    | 1 - 1  | 2 - 4   |

#### Andata
| Molfetta 6 giugno 2021, ore 16:00 | Molfetta | 1 – 1 referto | Padova | PalaPoli |

#### Ritorno
| Cadoneghe 13 giugno 2021, ore 16:00 | Padova | 4 – 2 referto | Molfetta | Palazzetto Olof Palme |

## Play-out
Per decretare le 4 società che retrocederanno nei gironi regionali procederà alla disputa di un play-out per ogni girone. Ai play-out saranno qualificate le squadre giunte all'ultimo e al penultimo posto di ciascun girone, a meno che fra le due squadre vi siano 8 o più punti (in tal caso sarebbe retrocederà direttamente l'ultima classificata). I play-out si articoleranno in incontri di andata e ritorno. Al termine degli incontri sarà dichiarata vincente la squadra che nelle due partite (di andata e di ritorno) avrà ottenuto il maggior punteggio ovvero, a parità di punteggio, la squadra che avrà realizzato il maggior numero di reti. Nel caso in cui queste risulteranno pari, gli arbitri della gara di ritorno faranno disputare due tempi supplementari di 5 minuti ciascuno. Qualora la parità perdurasse anche al termine di questi, sarà considerata vincente la squadra giunta al penultimo posto. Gli incontri si sono disputati tra il 2 maggio e il 6 giugno, con andata in casa dell'ultima classificata e ritorno in casa della squadra meglio classificata al termine della stagione regolare.
| Squadra 1         | Totale | Squadra 2     | Andata | Ritorno |
| ----------------- | ------ | ------------- | ------ | ------- |
| Cometa            | 6 - 10 | Mediterranea  | 5 - 3  | 1 - 7   |
| Spartak S. Nicola | 6 - 12 | FB5 Roma      | 4 - 7  | 2 - 5   |
| Napoli            | 7 - 8  | Sangiovannese | 2 - 6  | 5 - 2   |